# Gerd Helbig
Gerd Helbig (* 4. März 1939 in Innien, heute Ortsteil von Aukrug; † 29. April 2025) war ein deutscher Fernsehjournalist. Er war von 1968 bis 2009 für das ZDF tätig.

## Leben
Nach dem Besuch der Holstenschule und dem Abitur an der Immanuel-Kant-Schule in Neumünster (1960) studierte Helbig an der Christian-Albrechts-Universität zu Kiel und der Friedrich-Alexander-Universität Erlangen-Nürnberg Germanistik, Philosophie und Geschichte, dann auch Politische Wissenschaften. 1967 wurde Helbig an der Universität Erlangen-Nürnberg zum Dr. phil. promoviert.
Nach seinem 1968 begonnenen Volontariat war Helbig zunächst in der Redaktion Aktuelles beim ZDF tätig und kam u. a. im Nahen Osten zu ersten Auslandseinsätzen, ehe er 1972 im ZDF-Studio Washington zum zweiten Korrespondenten aufstieg.
Er war Leiter und Moderator des auslandsjournals (1977–1980), er moderierte das heute-journal (1985), wirkte an der Reihe Bilder aus Amerika (1983–1991) mit und leitete lange Jahre die ZDF-Studios in Washington und Brüssel. Zuletzt war er für das ZDF von 2005 bis 2009 Korrespondent in Tel Aviv. Anfang 2009 trat Helbig in den Ruhestand.
Gerd Helbig war mit der Journalistin Karin Storch verheiratet. Er starb am 29. April 2025 im Alter von 86 Jahren.

## Werke
- Zusammen mit Hans Scheicher: Leute aus Amerika. List, 1991, ISBN 978-3-471-77883-8
- Mordhauptstadt Washington. Protokolle alltäglicher Gewalt. Fischer, Frankfurt, 1998, ISBN 978-3-596-12558-6
- Amerika im Zeitenwechsel – Reagan, Bush, Clinton. Luebbe Verlagsgruppe, 1999, ISBN 978-3-7857-0694-7